# Mathieu Martin de Chassiron
Mathieu Martin de Chassiron, né à Saint-Denis-d'Oléron en 1674 et mort à Paris en 1722, est un navigateur français du XVIIIe siècle.

## Biographie
Il commence sa carrière comme mousse (1685) et devient capitaine corsaire en 1695. Directeur des ventes à Lorient, il entre dans la Compagnie des Indes orientales et, après un voyage pour celle-ci en Asie, achète la seigneurie de Chassiron (1706). 
En 1708, il voyage en Amérique latine et en Chine comme second puis devient commandant en 1709 à la mort du capitaine. Il dirige alors le navire au Chili et au Pérou. 
Lieutenant-général garde-côte de l'Ile d'Oléron, il est nommé capitaine de La Princesse et voyage en compagnie de La Découverte pour la Chine lorsqu'il découvre le Vendredi saint 3 avril 1711, avec Michel Dubocage, l'île Clipperton. Les deux marins en dressent la carte et la nomme île de la Passion en hommage à son jour de découverte. 
Martin de Chassiron ne revient à La Rochelle que le 16 août 1715 après ce qui est considéré comme la plus longue expédition commerciale française. 
En 1718, anobli par Louis XIV, il est revêtu de la dignité de conseiller honoraire au Présidial de La Rochelle.
Marié à Anne Agathe Joyeux, il est le père de Pierre Mathieu Martin, seigneur de Chassiron et de Beauregard, doyen des trésoriers de France au Bureau des finances et Chambre du domaine de la généralité de La Rochelle, président de l'Académie de La Rochelle, ainsi que le grand-père de Pierre-Charles Martin de Chassiron.